# Замок Келли
Замок Келли (англ. Kellie Castle) — замок, расположенный в пяти километрах от Питтенуима в округе Файф, Шотландия.

## История
Первые упоминания о замке Келли относятся к 1150 году — его название фигурирует в хартии короля Давида I. Первым владельцем замка, имя которого известно, был Роберт из Лондона, побочный сын короля Вильгельма Льва. В 1266 году замок и прилегающие владения отошли Сивардам, потомкам Сиварда, эрла Нортумбрии, которому в 1054 году удалось разбить армию короля Макбета в пользу Малькольма III.
В 1360 году за поддержку англичан у Ричарда Сиварда конфисковали Келли, и его дочь Хелена передала замок в собственность своего родственника Уолтера Олифанта (он был женат на Элизабет Брюс, дочери короля Роберта Брюса). Олифанты владели замком вплоть до 1613 года и за это время несколько раз перестраивали его.
В 1613 году замок приобрел сэр Томас Эрксин из клана Эрскин. Он был другом и соратником короля Якова I и в 1619 году королевским указом получил титул графа Келли. Известно, что в 1617 году Яков останавливался в замке. Томас и его потомки владели замком вплоть до 1829 года, в после смерти Чарльза Эрскина, не оставившего наследника, Келли и титул графа перешел к его родственнику, Джону Эрскину, 9-му графу Мара. С этого момента замок опустел на полвека.
В 1878 году его арендовал профессор Лоример из Эдинбургского университета и при помощи своего сына, архитектора Роберта Лоримера, занялся восстановлением замка. Сначала семья профессора выезжала в замок на лето, а затем стала проживать там постоянно. В 1948 году сын Роберта, скульптор Хью Лоример, купил Келли, владел замком до 1970 года, а затем продал его организации «Национальный фонд Шотландии».